# La Laguneta
La Laguneta är en ort i Mexiko.   Den ligger i kommunen Lerdo och delstaten Durango, i den centrala delen av landet, 800 km nordväst om huvudstaden Mexico City. La Laguneta ligger 1 141 meter över havet och antalet invånare är 279.
Terrängen runt La Laguneta är kuperad åt sydost, men åt nordväst är den platt. Runt La Laguneta är det ganska tätbefolkat, med 96 invånare per kvadratkilometer. Närmaste större samhälle är Torreón, 8,5 km öster om La Laguneta. Omgivningarna runt La Laguneta är i huvudsak ett öppet busklandskap.